# フランシセラ科
フランシセラ科（フランシセラか、Francisellaceae）は真正細菌Pseudomonadota門ガンマプロテオバクテリア綱ベギアトア目の科の一つである。

## 下位分類（属）
以下の属を含む(2024年9月現在)。

### IJSEMに正式承認されている属
- Allofrancisella　アロフランシセラ属

Qu et al. 2016 (IJSEMリストに記載 2017)
- Francisella　フランシセラ属

Dorofeev 1947 (IJSEMリストに記載 1980)、修正　Huber et al. 2010 (IJSEMリストに記載 2010)
- Pseudofrancisella　シュードフランシセラ属

Zheng et al. 2019 (IJSEMリストに掲載 2019)

### IJSEMに未承認の属
- "Candidatus Nebulibacter"

corrig. Boscaro et al. 2012 (IJSEMリストに掲載 2020)
- "Parafrancisella"　パラフランシセラ属

Öhrman et al. 2021